# Call of Duty 2
Call of Duty 2 (zkracovaný často na CoD2) je akční počítačová hra od vývojářů Infinity Ward a vydavatele Activision zasazená do prostředí 2. světové války. Vydána byla 25. října 2005 pro PC a 15. listopadu téhož roku pro Xbox 360. Dále byly vytvořeny verze pro mobilní telefony, Pocket PC a Smartphone. Call of Duty byla jedna z nejlépe hodnocených her roku 2005.

## Singleplayer
Hráč postupně ovládá čtyři vojáky (2 britské, 1 amerického, 1 ruského), jež ve svých individuálních kampaních musí překonávat pod velením poručíků Volského a Leonova, kapitána Priceho a seržanta Randalla celou řadu smrtelně nebezpečných bojových situací. Na výběr je několik možností, jak se veškerým obsahem hry prokousat. Lze postupně absolvovat všechny čtyři kampaně v řadě, nebo si vybrat kteroukoli bitvu z kterékoli kampaně.
Díky nové týmové spolupráci mezi hráčem a jeho NPC spolubojovníky, upravené struktuře map a větší rozloze je možné zadané úkoly plnit několika odlišnými způsoby a kromě jiného používat i skutečnou bojovou taktiku.

## Multiplayer
Na mapách, kterých je oficiálně 13, lze hrát buď za Němce, nebo za spojence, kterými jsou v závislosti na mapě Britové, Rusové nebo Američané. Z 13 map je 5 považováno za oficiální při modu SD (Search and Destroy) a jsou to Carentan, Toujane, Matmata, Dawnville, Burgundy – hrají se na LAN akcích. Možné hrát přímo přes hru či přes různé severy.

### Módy hry

#### Oficiální
- DeathMatch (DM) – kde jdou všichni hráči proti všem
- Team DeathMatch (TDM) – 2 týmy proti sobě (pouze střelba, žádné vlajky, bomby ani nic podobného)
- Capture the Flag (CtF, sbírání vlajky) – v tomto módu se jedna strana snaží ukrást vlajku druhé a odnést jí k sobě
- HeadQuarters (HQ, rádia) – kde se obě strany snaží udržet vybraný bod na mapě
- Search and Destroy (S&D, najdi a znič) – tým hrající za spojence se snaží položit bombu k těžkým zbraním Němců a minutu než vybuchne ji bránit

#### Neoficiální
- Rifles Only TDM (RoTDM) – klasický Team DeathMatch, kde jsou k dispozici jen pušky.
- Zomboots (Zom) – Mod se "zombies", kde se vojáci snaží co nejdelší dobu odolávat útokům nemrtvých.
- Jump – Mod ve kterém jde o překonání mapy ve skocích. Někde lze provádět "save" (uložení) pozice, pro pozdější návrat na předešlou pozici.
- Only Sniper – (SNIP) Mod ve kterém jsou povoleny pouze pušky s optikou (snipery).Hraje se buď v DM nebo v TDM, podle volby zakladatele serveru, módu.

## Arzenál zbraní
Zbraně v Call of Duty 2, stejně jako v předchůdcích, vycházejí ze skutečných modelů. Některé se objevují jen v singleplayeru a na neoficiálních mapách.

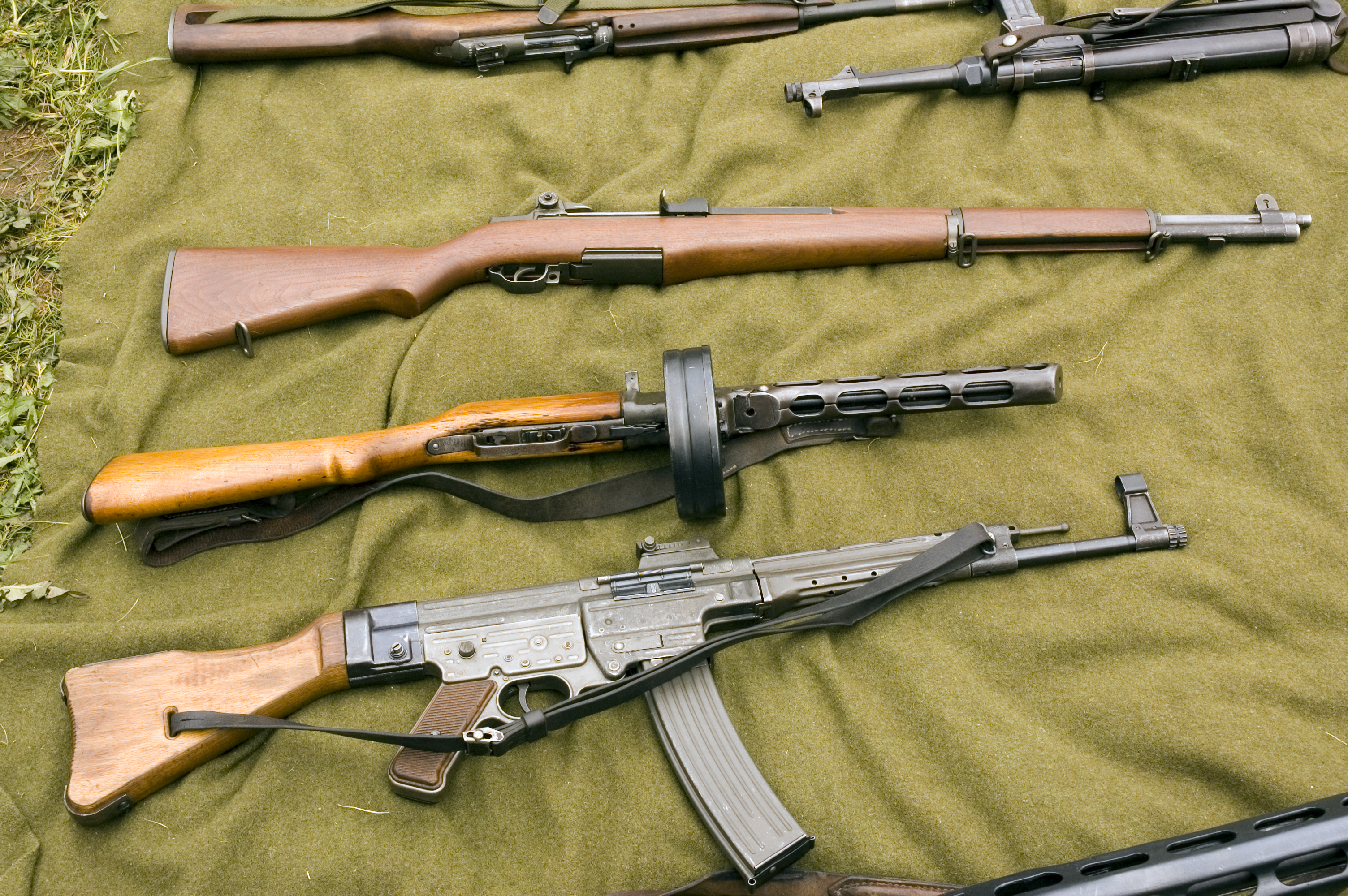
Reálné zbraně M1 Garand, MP44 a PPsh-41. Nahoře zčásti Kar 98k a MP40

## Příklady bitev ve hře
- Bitva u Stalingradu
- Bitva u El Alameinu
- Bitva o Pointe du Hoc
- Bitva o Caen

### Americké zbraně
- Colt M1911
- M1A1 Thompson
- M3 Grease Gun ( jen v MP)
- M1903 Springfield (s optikou)
- M1 Garand
- M1A1 Carbine
- BAR M1918
- M1919 Browning

### Britské zbraně
- Webley Mk. IV Revolver
- STEN Mk. IV
- Lee-Enfield No. 4 (i s optikou)
- BREN
- M1A1 Thompson

### Německé zbraně
- Luger P.08
- MP40
- MP44
- Kar 98k (i s optikou)
- Gewehr 43
- MG-42

### Sovětské zbraně
- TT-33
- PPSh-41
- PPS-43
- SVT-40
- M91/30 Mosin-Nagant (i s optikou)

### Ostatní/Univerzální
- Stielhandgranate (německý granát)
- Mk 2 Grenade (americký granát)
- RGD 33 Grenade (ruský granát)
- Mills bomb (britský granát)
- M18 Smoke grenade
- FlaK 88
- Panzerschreck (německá obdoba bazuky)
- M1897 Trenchgun (brokovnice)

## Mapy
- mp_burgundy Burgundy, France
- mp_carentan Carentan, France
- mp_railyard Stalingrad, Russia
- mp_toujane Toujane, Tunisia
- mp_trainstation Caen, France
- mp_dawnville St.Mere Englise, France
- mp_breacout Villers-Bocage, France
- mp_matmata Matmata, Tunisia
- mp_decoy El Alamein, Egypt
- mp_downtown Moscow, Russia
- mp_leningrad Leningrad, Russia
- mp_brecourt Brecourt, France
- mp_beltot Beltot, France